# Konrad de la Fuente
Konrad de la Fuente (Miami, 16 juli 2001) is een Amerikaans-Dominicaanse voetballer die als vleugelaanvaller speelt voor Lausanne-Sport.

## Clubcarrière
De ouders van De La Fuente zijn afkomstig van Haïti. Op tienjarige leeftijd verhuisde hij naar Barcelona toen zijn vader ging werken op het consulaat van Haïti. De la Fuente speelde voor Technofutbol en CF Damm, waarna hij in 2013 in de cantera van FC Barcelona kwam. Hij begon in het Infantil B-team. Op 1 december 2018 maakte De la Fuente zijn debuut in het tweede elftal tegen Valencia CF Mestalla. In de voorbereiding op het seizoen 2020/2021 speelde hij enkele oefenwedstrijden in het eerste elftal onder leiding van Ronald Koeman. De la Fuente maakte zijn debuut in het eerste elftal op 24 november 2020 in de UEFA Champions League-wedstrijd tegen Dynamo Kiev. De la Fuente bereikte nooit het eerste team. In juli 2021 tekende hij een 4-jarig contract bij Olympique Marseille. Transfersom bedroeg 3 miljoen en FC Barcelona heeft een door-verkoopclausule van 50%

## Clubstatistieken
| Seizoen              | Club                 | Land                 | Competitie               | Competitie | Competitie | Beker | Beker | Europees | Europees | Overige | Overige | Totaal | Totaal |
|                      |                      |                      |                          | Wed.       | Doel.      | Wed.  | Doel. | Wed.     | Doel.    | Wed.    | Doel.   | Wed.   | Doel.  |
| -------------------- | -------------------- | -------------------- | ------------------------ | ---------- | ---------- | ----- | ----- | -------- | -------- | ------- | ------- | ------ | ------ |
| 2018/19              | Barça Atlètic        | Vlag van Spanje      | Segunda División B       | 1          | 0          | –     | –     | –        | –        | –       | –       | 1      | 0      |
| 2019/20              | Barça Atlètic        | Vlag van Spanje      | Segunda División B       | 3          | 1          | –     | –     | –        | –        | 3       | 2       | 6      | 3      |
| 2020/21              | Barça Atlètic        | Vlag van Spanje      | Segunda División B       | 21         | 6          | –     | –     | –        | –        | 1       | 0       | 22     | 6      |
| Totaal Barça Atlètic | Totaal Barça Atlètic | Totaal Barça Atlètic | Totaal Barça Atlètic     | 25         | 7          | –     | –     | –        | –        | 4       | 2       | 29     | 9      |
| 2020/21              | FC Barcelona         | Vlag van Spanje      | Primera División         | –          | –          | 1     | 0     | 2        | 0        | –       | –       | 3      | 0      |
| 2021/22              | Olympique Marseille  | Vlag van Frankrijk   | Ligue 1                  | 16         | 0          | 1     | 0     | 6        | 1        | –       | –       | 23     | 1      |
| 2022/23              | → Olympiakos         | Vlag van Griekenland | Super League Griekenland | 3          | 0          | –     | –     | 2        | 0        | –       | –       | 5      | 0      |
| 2023/24              | → Eibar              | Vlag van Spanje      | Segunda División         | 19         | 3          | 3     | 1     | –        | –        | 2       | 0       | 24     | 4      |
| 2024/25              | FC Lausanne-Sport    | Vlag van Zwitserland | Super League             | 15         | 0          | 3     | 1     | –        | –        | –       | –       | 18     | 1      |
| Carrière totaal      | Carrière totaal      | Carrière totaal      | Carrière totaal          | 78         | 10         | 8     | 2     | 10       | 1        | 6       | 2       | 102    | 15     |

Bijgewerkt per 19 januari 2025.

## Interlandcarrière
De La Fuente speelde voor diverse Amerikaanse jeugdelftallen. In 2019 nam hij deel aan het WK Onder-20 in Polen. Op 12 november 2020 maakte de aanvaller zijn debuut voor het Amerikaans nationaal elftal. Hij startte in de oefenwedstrijd tegen Wales in de basis.

## Interlandstatistieken
| Nationale ploeg  | Jaar   | Interlands | Doelpunten |
| ---------------- | ------ | ---------- | ---------- |
| Verenigde Staten | 2020   | 1          | 0          |
| Verenigde Staten | 2021   | 2          | 0          |
| Totaal           | Totaal | 3          | 0          |

Bijgewerkt per 5 september 2021.